# (1801) Titicaca
(1801) Titicaca es un asteroide que forma parte del cinturón de asteroides y fue descubierto por Miguel Itzigsohn el 23 de septiembre de 1952 desde el Observatorio Astronómico de La Plata, Argentina.

## Designación y nombre
Titicaca recibió inicialmente la designación de 1952 SP1.
Más adelante, a propuesta de Frederick Pilcher, se nombró por el Titicaca, uno de los principales lagos de América.

## Características orbitales
Titicaca está situado a una distancia media de 3,021 ua del Sol, pudiendo acercarse hasta 2,812 ua. Su inclinación orbital es 10,97° y la excentricidad 0,06899. Emplea en completar una órbita alrededor del Sol 1918 días.